# 马歇尔 (阿肯色州)
馬歇爾（英語：Marshall）是一個位於美國阿肯色州瑟西縣的城市。根據2020年美國人口普查，該地人口為1329人，而該地的面積約為10.58平方千米。同時該地也是瑟西縣的縣治。

## 地理
馬歇爾的座標為35°54′36″N 92°38′11″W / 35.91000°N 92.63639°W，而該地的平均海拔高度為317米（即1040英尺）。